# Pitcairn Aircraft Company

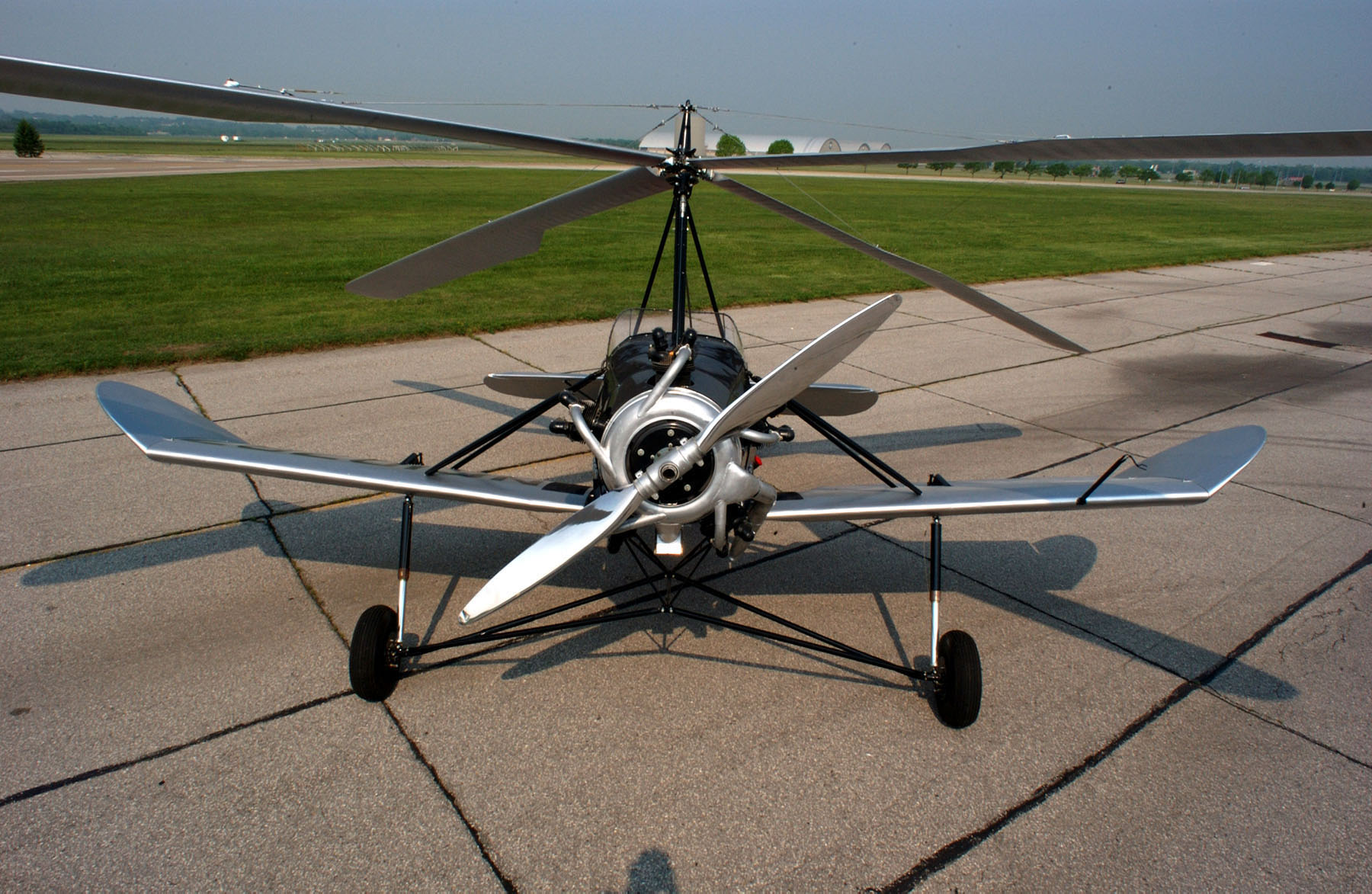
En licensierad Kellett K-2

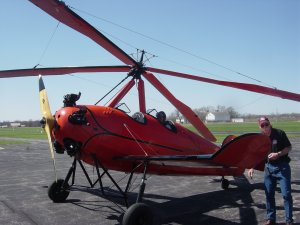
En restaurerad Pitcairn PA-18

Pitcairn Aircraft Company, senare bland annat Autogiro Company of America, var en amerikansk flygplanstillverkare av lätta bruksflygplan. Företaget var under 1930-talet pionjär i USA för utveckling av autogiror. Företaget var verksamt fram till 1948.
Harold Frederick Pitcairn var yngste son till grundaren av företaget PPG Industries, John Pitcairn, Jr.. Han grundade Pitcairn Aircraft Company genom att börja med att sätta upp Pitcairn Flying School and Passenger 1924, som senare blev Eastern Airlines. Från 1926 började flygplan tillverkas för Pitcairns växande transporttrafik med luftpost. Företagets först framtagna modell var Pitcairn PA-1 Fleetwing. 
År 1927 enrollerade Pitcairn konstruktören Agnew E. Larsen från Thomas-Morse Aircraft Corporation i företaget. I juni 1927 sattes den då toppmoderna Pitcairn PA-5 Mailwing in i flygposttjänsten. Detta flygplan var framgångsrikt och såldes till 13 andra flygfraktföretag. År 1928 köpte Pitcairn en autogiro av modell Cierva C.8 samt tillverkningsrätten i USA av Juan de la Cierva för hand autogirokonstruktioner. År 1929 bildade Pitcairn det separata bolaget "Pitcairn-Cierva Autogiro Company" för autogirorörelsen, som senare fick namnet Autogyro Company of America. 
År 1929 byggdes tre prototyper. Samma år övertogs flygbolaget och flygskolan Pitcairn Aviation av North American Aviation, som namnändrade företaget till Eastern Air Transport (senare Eastern Airlines). Pitcairn koncentrerade sig därefter på autogiror.
Företaget bytte 1931 namn till "Autogiro Company of America". Samma år skrev Detroit News historia, när de köpte sin första Pitcairn PCA-2 för att använda som transportmedel för en flygande reporter och för reportagefotografering. Samma år landade också en autogiro med Harold F. Pitcairn som pilot på Vita husets södra gräsmatta, där han och Agnew E. Larsen skulle ta emot Collier Trophy som erkänsla för företagets autogoriutveckling. År 1938 namnändrades företaget till Pitcairn-Larsen Autogiro Company, och 1940 till AGA Aviation Corporation.
Den amerikanska krigsmakten övertog 1942 Pitcairns flygfält och installationer i Willow Creek i Pennsylvania för att bygga upp en marinflygbas. Pitcairns företag köptes av Goodyear Tyre and Rubber och bytte namn till "G and A Aviation".

## Militära flygplan
USA:s flotta utvärderade 1931 en PCA-2 på hangarfartyget USS Langley (CV-1), Detta blev det första rotorplanet som landade på ett fartyg till sjöss. Autogiron landade fyra gånger och taxade runt på däcket utan hjälp av markteam. 

## Flygplan
| Modell                                          | Första flygning | Antal tillverkade | Typ                                                      |
| ----------------------------------------------- | --------------- | ----------------- | -------------------------------------------------------- |
| Pitcairn PA-1 Fleetwing                         | 1926            | -                 | Ett biplan för fem passagerare                           |
| Pitcairn PA-2 Sesquiwing                        | 1926            | 1                 | Biplan för kommersiellt bruk                             |
| Pitcairn PA-3 Orowing                           | 1926            | 35                | Biplan för kommersiellt bruk                             |
| Pitcairn PA-4 Fleetwing II                      | 1927            | 10                | Biplan för fritidsbruk                                   |
| Pitcairn PA-5 Mailwing                          | 1927            | 106               | Biplan avsett för postflyg                               |
| Pitcairn Mailwing\|Pitcairn PA-6 Super Mailwing | 1928            | -                 | PA-5 Mailwing med utökad fraktkapacitet                  |
| Pitcairn Mailwing\|Pitcairn PA-7 Super Mailwing | 1929            | 28                | PA-6 Mailwing med plats för tre passagerare              |
| Pitcairn Mailwing\|Pitcairn PA-8 Super Mailwing | 1930            | 6                 | PA-7 Mailwing med Wright J-6-motor                       |
| Pitcairn PA-18                                  | 1932            | 51                | Autogiro                                                 |
| Pitcairn PA-19                                  | 1933            | 1                 | Autogiro med kabin med fyra platser                      |
| Pitcairn PA-20                                  | 1933            |                   | Autogiro Kinner R-5-motor                                |
| Pitcairn PA-21                                  | 1932            |                   | Autogiro                                                 |
| Pitcairn PA-22                                  | 1932            | 1                 | Autogiro utan vingar med plats för två                   |
| Pitcairn PA-24                                  | 1933            | 1                 | Version av PA-20 autogiro med dubbel stjärt              |
| Pitcairn PA-32                                  | 1932            |                   | Biplan med kabin                                         |
| Pitcairn PA-33 - Pitcairn YG-2                  | 1935            | 1                 | Autogiro för den amerikanska armén                       |
| Pitcairn PA-34 - Pitcairn XOP-1                 | 1937            | 3                 | Autogiro för amerikanska flottan                         |
| Pitcairn PA-36                                  | 1939            | 1                 | Autogiro med flygkropp av aluminium                      |
| Pitcairn PA-38                                  | 1939            | 0                 | Militärautogiro                                          |
| Pitcairn PA-39                                  | 1940            | 6                 | Autogiro med STOL-egenskaper för den amerikanska flottan |

| Modell         | Första flyning | Antal tillverkade | Typ                                      |
| -------------- | -------------- | ----------------- | ---------------------------------------- |
| Pitcairn PCA-1 | 1930           |                   | Autogiro                                 |
| Pitcairn PCA-2 | 1931           | 51                | Autogiro                                 |
| Pitcairn PCA-3 | 1931           | 1                 | Autogiro                                 |
| Pitcairn PAA-1 | 1931           | 25                | Autogiro med två platser för fritidsbruk |
| Pitcairn XOP-1 | 1932           | 3                 | Militär autogiro med tre platser         |

| Modell                            | Första flygning | Antal tillverkade | Typ                                   |
| --------------------------------- | --------------- | ----------------- | ------------------------------------- |
| Autogiro Company of America AC-35 | 1936            | 1                 | Kombination av autogiro och personbil |
| Pitcairn XO-61                    | 1943            | 1                 | Militär autogiro                      |